# Sinaman Labah
Sinaman Labah is een bestuurslaag in het regentschap Simalungun van de provincie Noord-Sumatra, Indonesië. Sinaman Labah telt 971 inwoners (volkstelling 2010).